# Palazzo Zuzi
Palazzo Zuzi è un palazzo storico dell'Aquila.

## Storia
La storia del palazzo si intreccia con quella della famiglia Ciucci, attiva nell'oreficeria abruzzese e che, alla metà del XVII secolo cambiò nome in Zuzi. Il casato, insediatosi all'Aquila nel quarto di San Giovanni, disponeva già di una residenza in piazza Rocca di Corno che, tuttavia, fu distrutta da un incendio nel 1653 e non fu più ricostruita.
Su impulso di Gianfrancesco Zuzi, intorno al 1670, la famiglia realizzò quindi un nuovo palazzo nelle vicinanze, utilizzando dei terreni acquistati dalla famiglia Emiliani ed affiancandosi ad alcune preesistenze cinquecentesche. L'edificio subì danni dal terremoto dell'Aquila del 1703, venendo restaurato ed ampliato nel corso del XVIII secolo con i lavori che si protrassero fino al 1760.

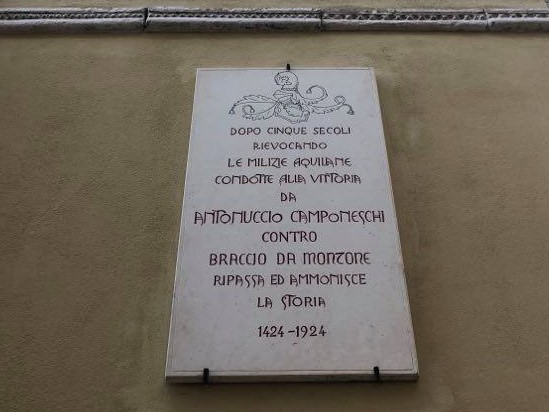
La targa in ricordo della guerra dell'Aquila all'inizio della strada.

Ulteriori lavori di rinnovamento furono effettuati tra la fine del XVIII secolo e il 1850, periodo in cui la proprietà passò dapprima ai Bonanni e quindi ai Bavona. Il palazzo subì danni considerevoli dal sisma del 2009, venendo in seguito restaurato e consolidato tra il 2012 ed il 2016. Durante i lavori sono stati rinvenuti importanti dipinti, un soffitto ligneo a cassettoni e un'antica cisterna; è stata inoltre rinvenuta una targa commemorativa del 1924 a ricordo dell'episodio della guerra dell'Aquila che dà il nome alla via che è stata ripristinata sulla facciata del palazzo.

## Descrizione
Palazzo Zuzi è parte di un complesso di edifici situati tra via delle Bone Novelle e via Vestuti, nel quarto di San Giovanni: vi si riconoscono tre blocchi edilizi, rispettivamente di origine cinquecentesca, seicentesca e settecentesca.
Il palazzo Zuzi propriamente detto è collocato al centro del complesso, configurandosi come un edificio monoaffaccio, similarmente ai concittadini palazzo Antinori e palazzo Rustici, inquadrato da pilastri cantonali come nel caso del palazzo Antonelli. L'edificio dispone invero di alcune corti private sul lato di via Vetusti dove sono anche collocati altri accessi al complesso. Presenta una facciata a due ordini con mimetizzate, al suo interno, alcune operazioni di refusione della facciata per omogeneizzare la testata con le preesistenze, secondo un impianto già visto nel più celebre palazzo Antonelli Dragonetti de Torres. Elemento inusuale per l'architettura civile aquilana è la commistione tra i due stili architettonici in facciata, con il primo ordine che riprende il barocco d'ispirazione borrominiana ed il secondo ordine che invece mostra influenze neomanieriste o neorinascimentali.